# 夢を見る人
「夢を見る人」（ゆめをみるひと）は、1995年4月28日に発売されたORIGINAL LOVE通算7作目のシングル。

## 解説
「夢を見る人」はアルバム『RAINBOW RACE』からの先行シングル曲でアルバム収録曲と同じ。バンド時代としては最後のシングルとなる。
「夢を見る人」について、田島貴男によればメロディは最初に浮かんでから完成するまでに半年くらいかかったという。「本当にものすごく単純な曲を作りたかったの。3コードみたいな曲だけどすごくいいメロディ…みたいなやつ。そういうのが書きたくなっちゃって、だけど書けなくて。悩みましたね。難しいんですよ、シンプルかつメロディアスな曲って」「完成してみればすんなり聴けるけど、作るのは全然すんなりいかなかった」という。タイトルを「夢を見る人」にしたことについて「これは反対する人が多いかもしれないなって思ったの。あまりにも突飛なタイトルに聞こえるかな、と。でもね、とってもいいんですよ、“夢を見る人”って言葉。“夢を見続けることしかできないなら”っていうのは、もしかしたら僕にとっては“歌い続けること”とイコールなのかも…なんて」と答えている。この曲は後に『変身』と『THE BEST SELECTIONS OF ORIGINAL LOVE』、2枚のベスト・アルバムにも収録された。
「ダンス」もアルバム『RAINBOW RACE』からの先行収録曲で、アルバムと同じ。この曲については「学生時代にソウル・ミュージックに出会ってから、体が自然に動いちゃうファンクみたいなものに憧れがあって、そんなノリが自分の音楽で出せないかなって、ずっと思ってたんです。で、最近、ニューオーリンズのR&Bのビートがすごい好きで、そういうのをやってみたらどうかなって発想から始まった曲。アコースティック・ギターはちょっとラグタイムっぽくして、間奏の部分にはスライドギターの音が欲しいなっていうんで、鈴木茂さんにお願いした。鈴木さんとは初めてだったんですが、嬉しかったです、もう、単純に」と答えている。また、歌詞については「これは最初、違う歌詞だったんです。それがうまくいかなくて、すっかり書き換えました。いろんなものが壊れてったり、変わってったり、死んだり、生まれたりしてるね、みたいな。要するに元気に行こうよって気持ちをこめたいというか」という。
1994年12月末をもって東芝EMIとの契約を満了後、ポニーキャニオンに移籍する。このシングル以後、2010年までのオリジナル作品は同社からリリースされた。

## 収録曲
1. 夢を見る人
作詞・作曲：田島貴男、編曲：Original Love
2. ダンス
作詞・作曲：田島貴男、編曲：Original Love

## クレジット
- produced by takao tajima

## レコーディング・メンバー（『RAINBOW RACE』）
| Musicians                                                    |
| Vocal･Chorus･Guitars･Ukulele : 田島貴男                      |
| Keyboards : 木原龍太郎                                       |
| Bass : 小松秀行                                              |
| Drums : 佐野康夫                                             |
| Percussions : 三沢またろう                                   |
| Trumpet & Flugel Horn : 数原晋                               |
| Tenor Sax : 平原まこと                                       |
| Tromborn : 村田陽一                                          |
| French Horn : 藤田乙比古                                     |
| Baritone Sax : 小池修                                        |
| Flute : 山本拓夫                                             |
| Blues Harp : 松田幸一                                        |
| Marimba : 香取良彦                                           |
| Strings : ASKA STRINGS                                       |
| Chorus : 少年少女合唱団みずうみ ⁄ フルーツパーラー・ボーイズ |
| Slide Guitar : 鈴木茂                                        |
|                                                              |
| 三沢またろう Appears Courtesy of TRYCLE RECORDS INC.         |

## リリース日一覧
| 地域 | リリース日    | レーベル             | 規格           | カタログ番号 | 備考                  |
| ---- | ------------- | -------------------- | -------------- | ------------ | --------------------- |
| 日本 | 1995年4月28日 | source ⁄ PONY CANYON | 8cmCDシングル  | PCDA-00719   | 全2曲収録。           |
| 日本 | 1995年        | source ⁄ PONY CANYON | 12cmCDシングル | DSP-1119     | プロモ盤、全2曲収録。 |

## カバー

### 夢を見る人
| アーティスト | 収録作品（初出のみ） | 発売日        | 規格 | 品番      | 備考 |
| ------------ | -------------------- | ------------- | ---- | --------- | ---- |
| 矢野顕子     | Home Girl Journey    | 2000年11月1日 | CD   | ESCB 2181 |      |